# Nokhowd Darreh
Nokhowd Darreh (persiska: نخود درّه) är en ort i Iran.   Den ligger i provinsen Västazarbaijan, i den nordvästra delen av landet, 400 km väster om huvudstaden Teheran. Nokhowd Darreh ligger 1 973 meter över havet och antalet invånare är 103.
Terrängen runt Nokhowd Darreh är kuperad. Runt Nokhowd Darreh är det ganska glesbefolkat, med 42 invånare per kvadratkilometer. Närmaste större samhälle är Takāb, 19,1 km öster om Nokhowd Darreh. Trakten runt Nokhowd Darreh består i huvudsak av gräsmarker.